# Fallablemma
Fallablemma is een geslacht van spinnen uit de  familie van de Tetrablemmidae.

## Soorten
- Fallablemma castaneum (Marples, 1955)
- Fallablemma greenei Lehtinen, 1981